# (73669) 1981 WL2
(73669) 1981 WL2 es un asteroide perteneciente al cinturón de asteroides, descubierto el 25 de noviembre de 1981 por Charles Thomas Kowal desde el observatorio del Monte Palomar, Estados Unidos.